# Тюнель
Тю́нель (тур. Tünel) — подземный фуникулёр, расположенный в европейской части Стамбула (на транспортных схемах обозначается как F2). Фуникулёр был открыт в 1875 году, что делает его одним из старейших ныне действующих в своём роде.

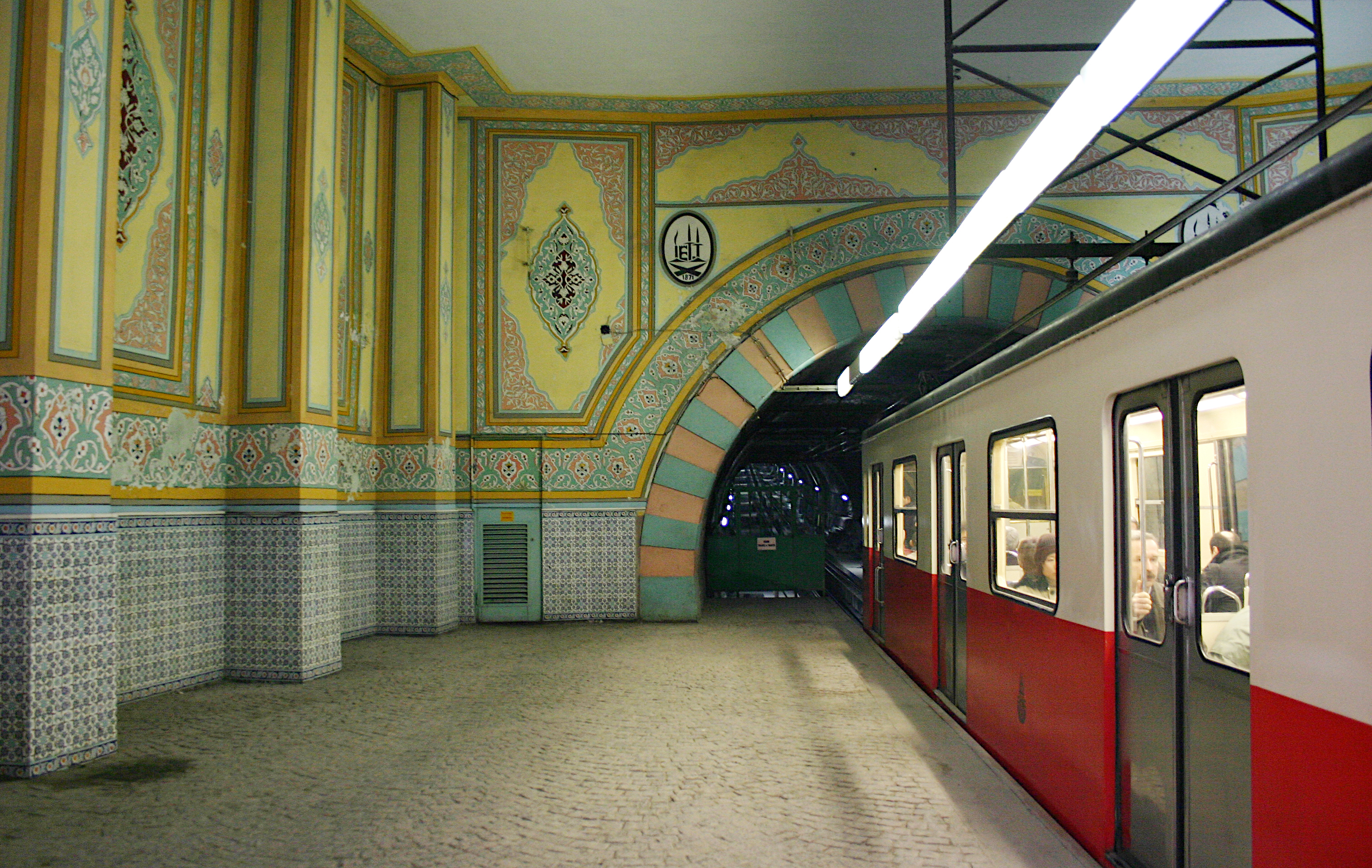
Поезд на станции Каракёй, 2006 год

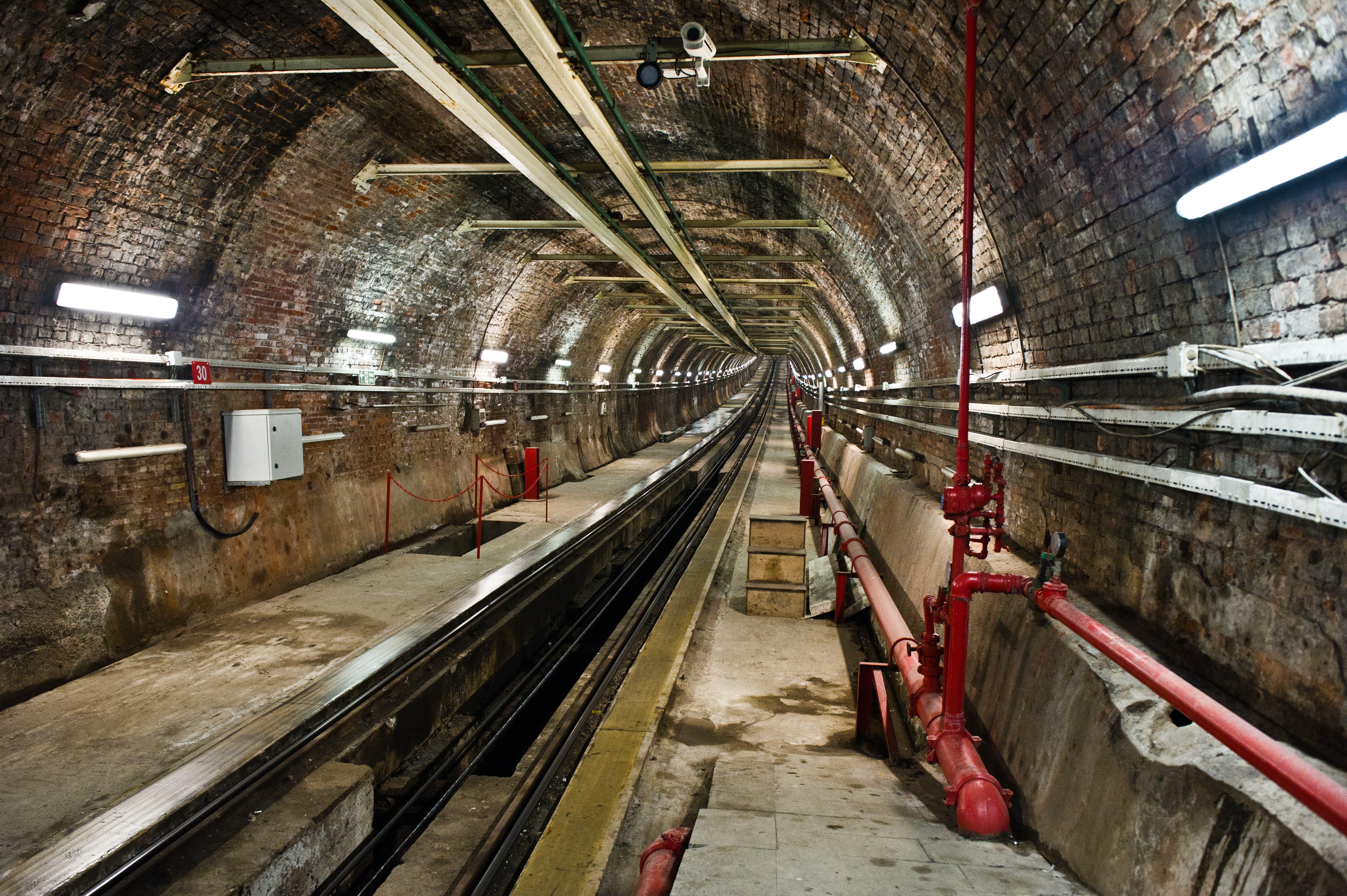
Вид тоннеля

## История
Тюнель был предложен и спроектирован французским инженером Эженом Анри Гаваном (фр. Eugène-Henri Gavand). В 1869 году он получил концессию от Оттоманского правительства на его постройку. Для сбора средств и организации постройки в 1872 году Гаван основал в Великобритании компанию Metropolitan Railway of Constantinople, from Galata to Pеra. Официальное открытие Тюнеля состоялось 17 января 1875 года.
В 1904 году Metropolitan Railway of Constantinople получила новую концессию на 75 лет от правительства, однако вскоре, в 1911 году после разного рода преобразований, Тюнель перешёл под управление международного консорциума Union Ottoman Société d’Intrepises Electriques à Constantinople. В 1939 году Тюнель был национализирован и стал частью IETT (İstanbul Elektrik Tramvay ve Tünel) — городской транспортной компании.
До конца 1960-х годов Тюнель эксплуатировался в практически неизменном виде — на паровой тяге, однако, в 1968 году фуникулёр был закрыт на реконструкцию. К новому открытию в 1971 году он был существенно модернизирован и переведён на электрическую тягу. Ещё одна модернизация, в основном связанная с укреплением сейсмостойкости сооружения, была проведена в 2007 году.
В настоящее время Тюнель продолжает функционировать наряду с более современными средствами общественного транспорта в Стамбуле, такими как фуникулёр Кабаташ—Таксим, Стамбульский метрополитен и современный трамвай. B 2015 году Тюнель ежедневно перевозил 15 000 человек, что за год составило 5,5 миллионов пассажиров.

## Описание
На линии находятся 2 станции:
- Каракёй (Karaköy) — нижняя станция
- Бейоглу (Beyoğlu) — верхняя станция

Фуникулёр устроен в подземном наклонном тоннеле длиной 573 метра, ширина тоннеля — 6,6 метров, перепад высоты между станциями — 61 метр.
Первоначально фуникулёр был организован по двухпутной схеме: два состава курсировали по тоннелю по двум раздельным путям. В каждом составе было 2 вагона с деревянным корпусом. Головной представлял собой платформу для перевозки грузов и животных, задний — пассажирский с 4-я отделениями: для женщин и мужчин 1-го и 2-го классов соответственно. Впоследствии грузовые вагоны были заменены на пассажирские. Канат приводился в движение стационарной паровой машиной расположенной в здании рядом с верхней станцией.
После реконструкции 1971 года линия была преобразована в однопутную с разъездом посередине тоннеля, и только тогда тяга троса была заменена с паровой на электрическую. В новой системе одиночные стальные вагоны на шинном ходу движутся по бетонному пути, аналогично системе метрополитена на шинном ходу.
Интервал движения составляет 5—7 минут. Время в пути — 1,5 минуты. Вместимость каждого вагона — 170 пассажиров.
Оплата проезда в Тюнеле интегрирована в общегородскую систему оплаты проезда на общественном транспорте.

## Происшествия
- 6 июля 1943 года из-за выхода из строя электрического кабеля 1 человек погиб и 20 человек получили ранения[7].

## Галерея

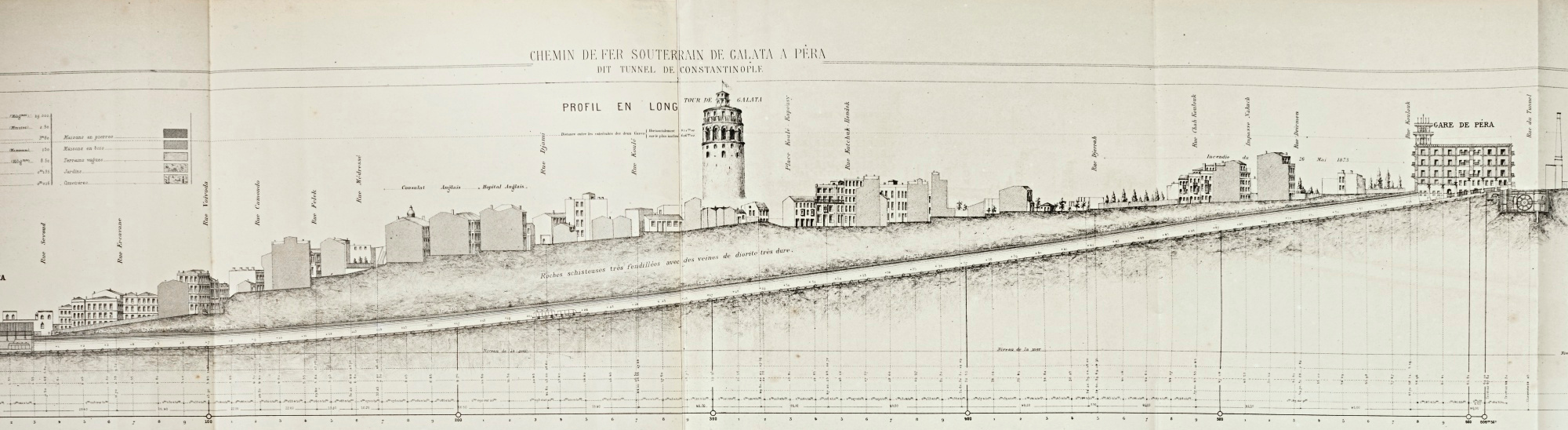
Поперечный профиль тоннеля

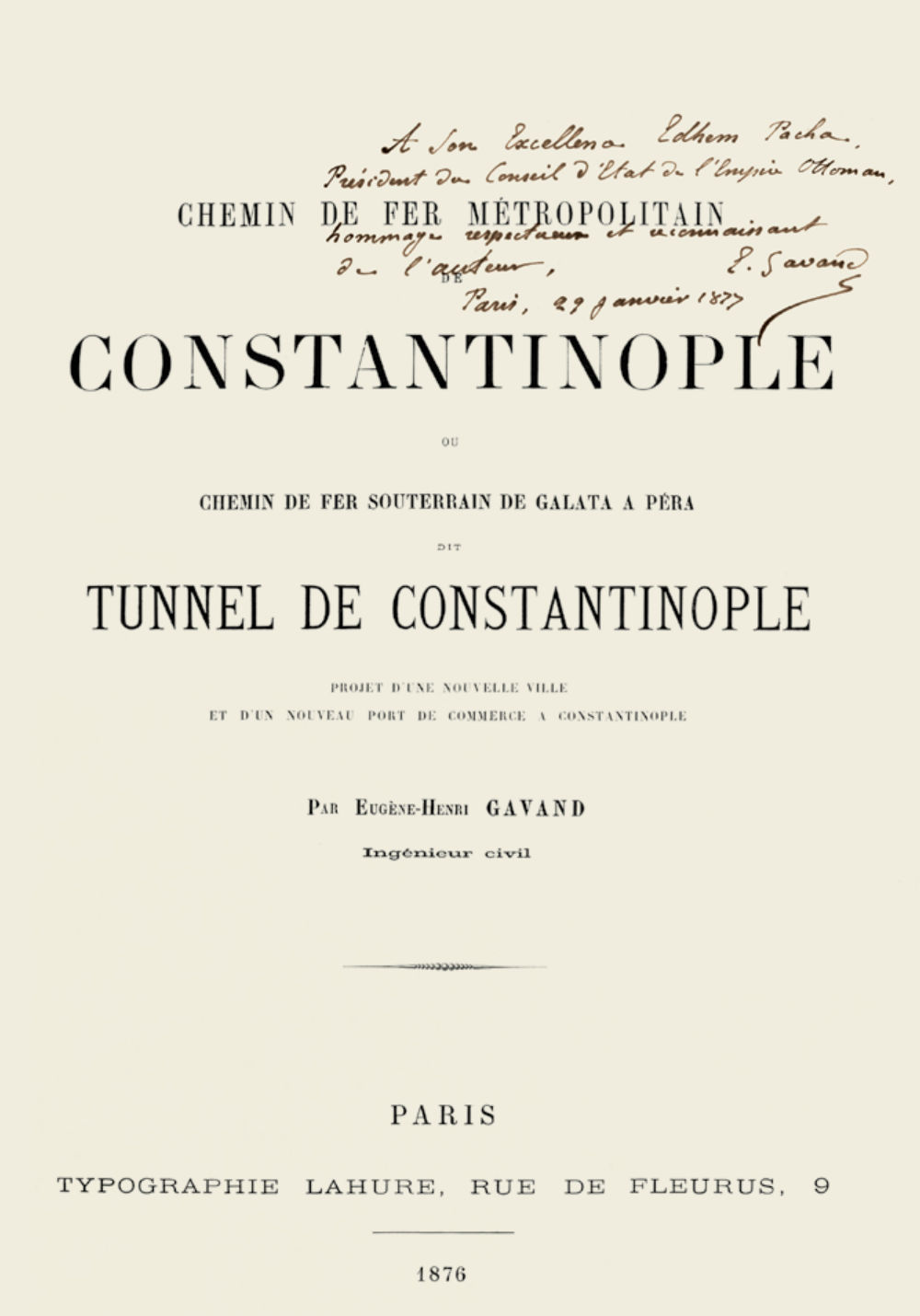
Заглавная страница проекта
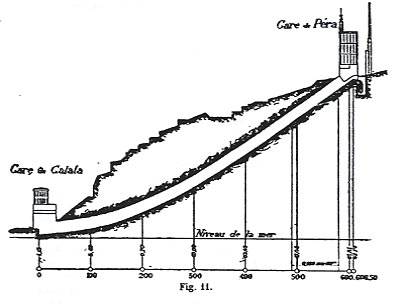
Сжатая иллюстрация профиля тоннеля
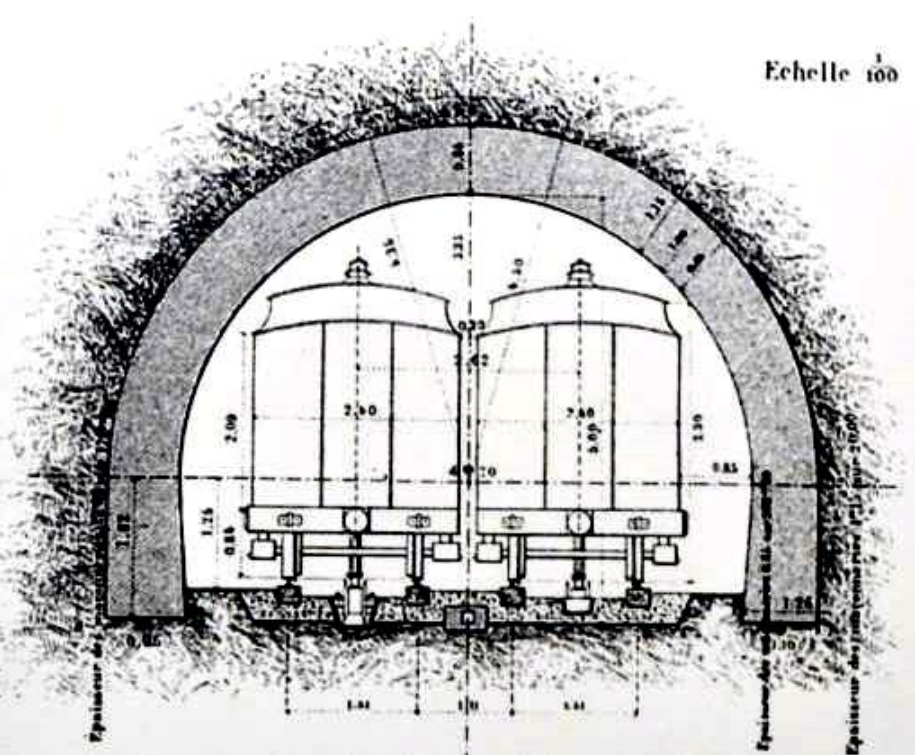
Разрез тоннеля с двухпутной схемой движения
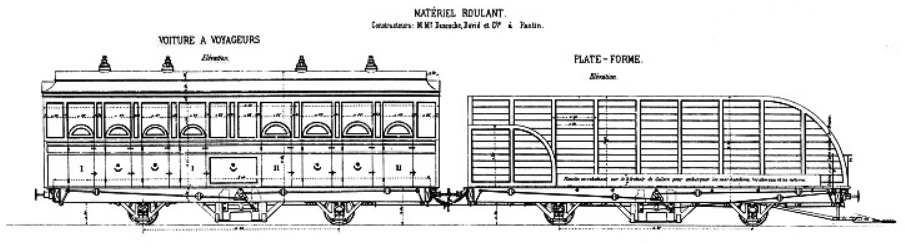
Вид оригинального поезда
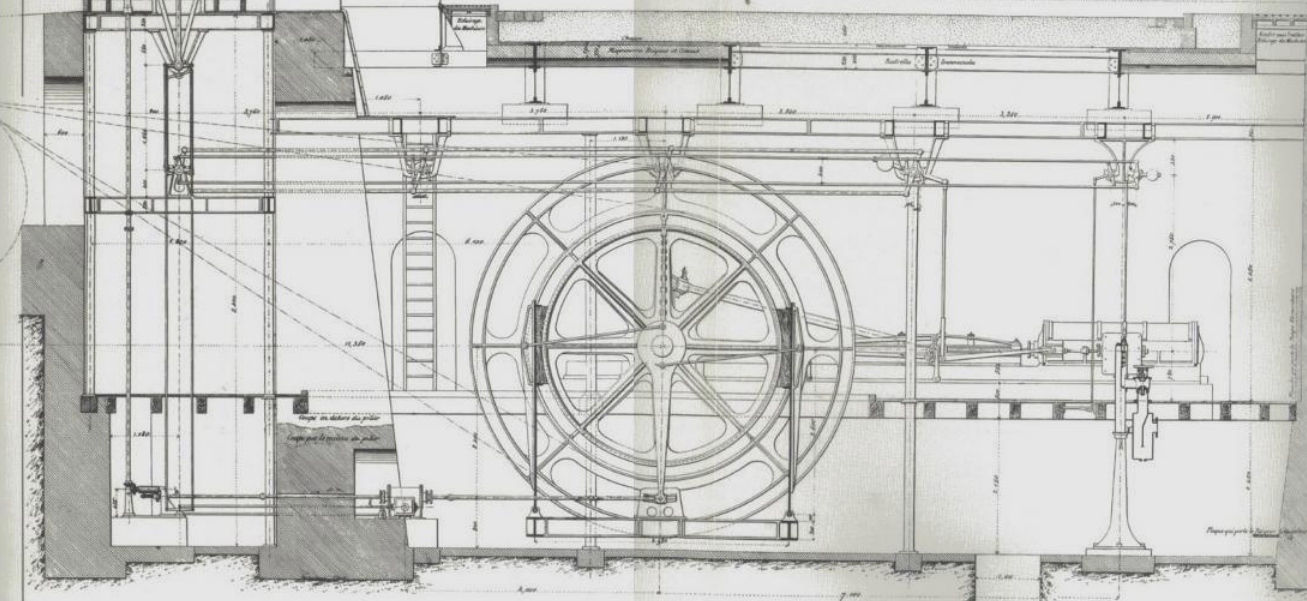
Эскиз машинного отделения с паровой машиной
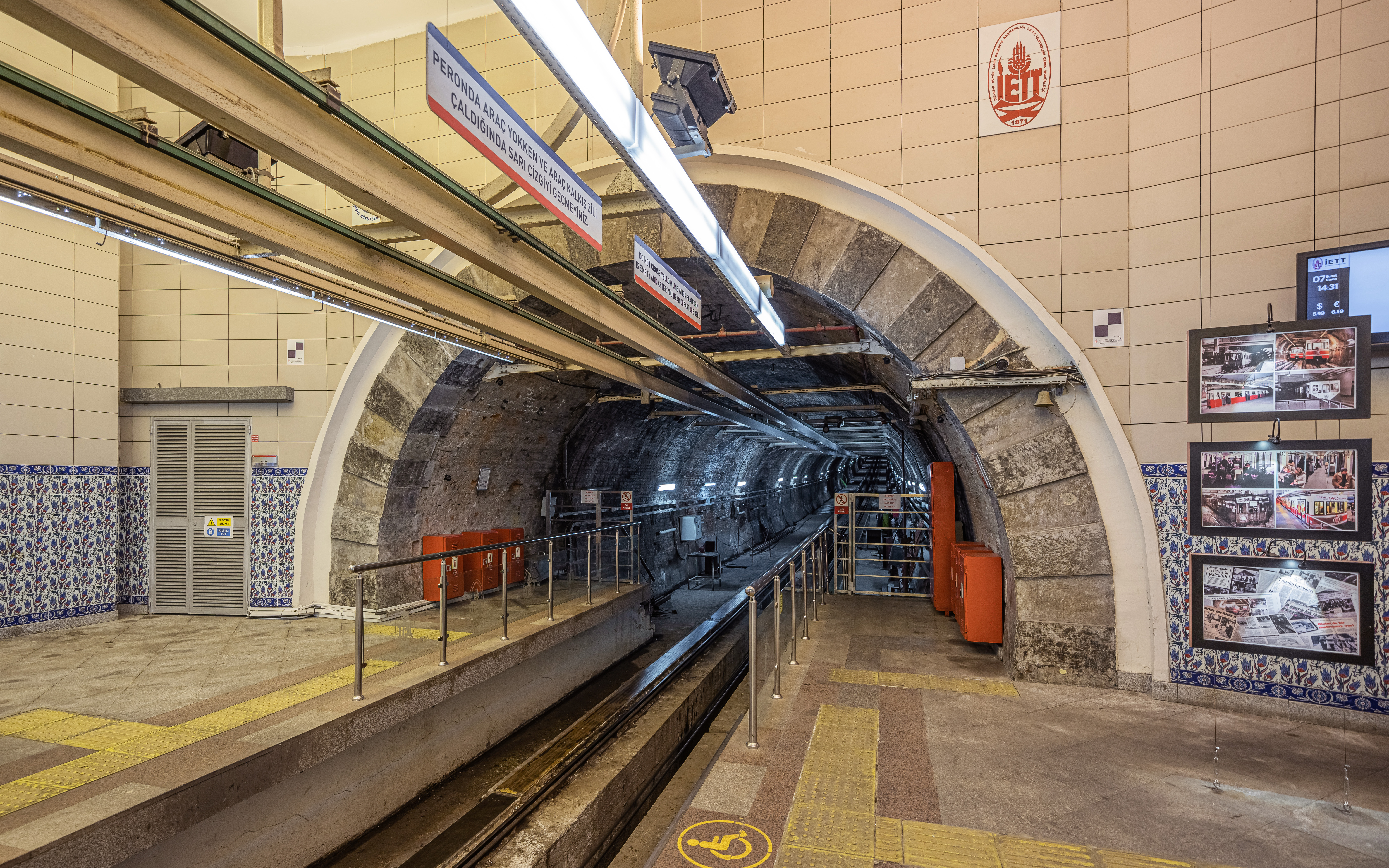
Станция Каракёй
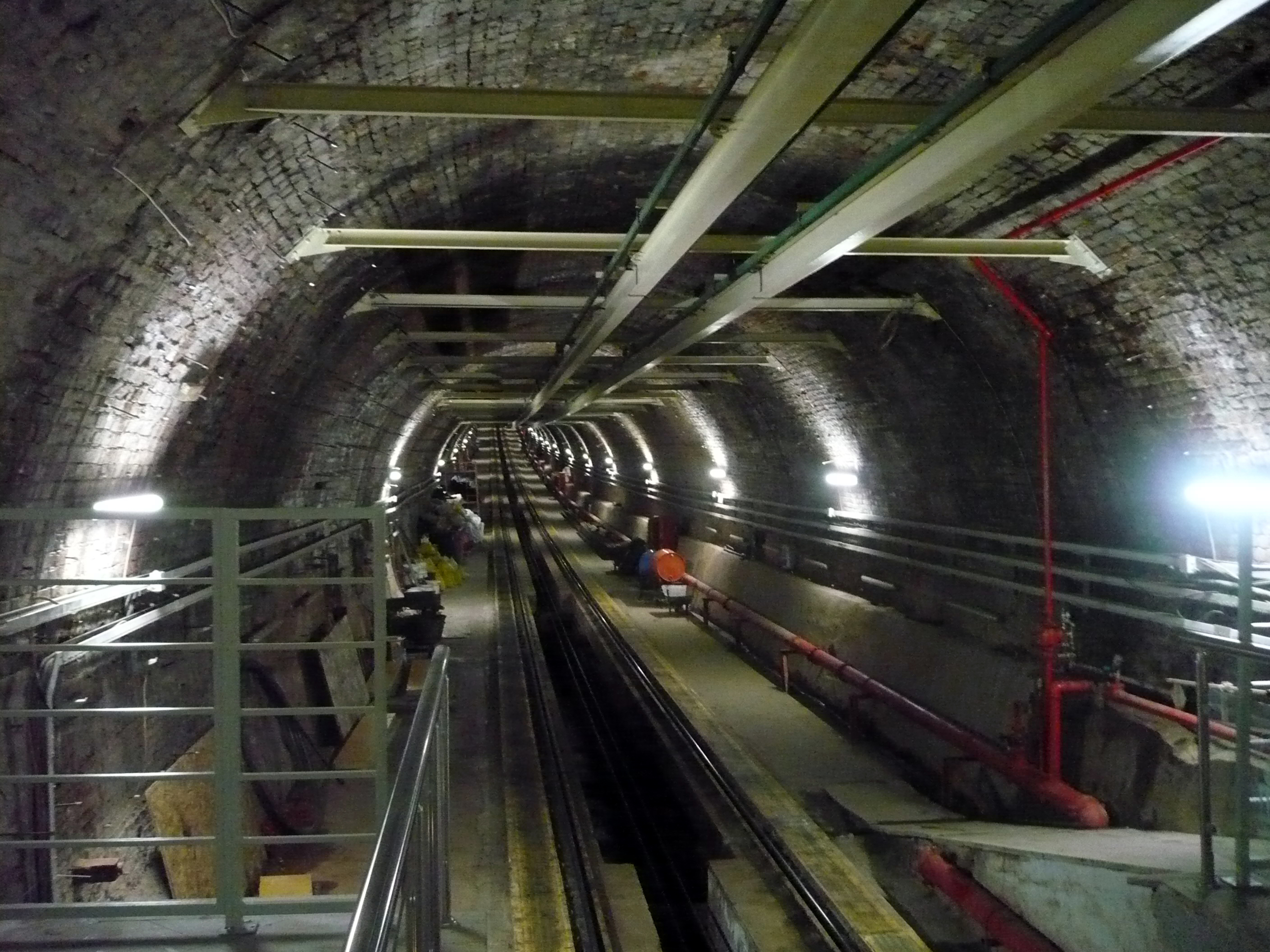
Туннель между Бейоглу и Каракёй
- Видео поездки на Тюнеле
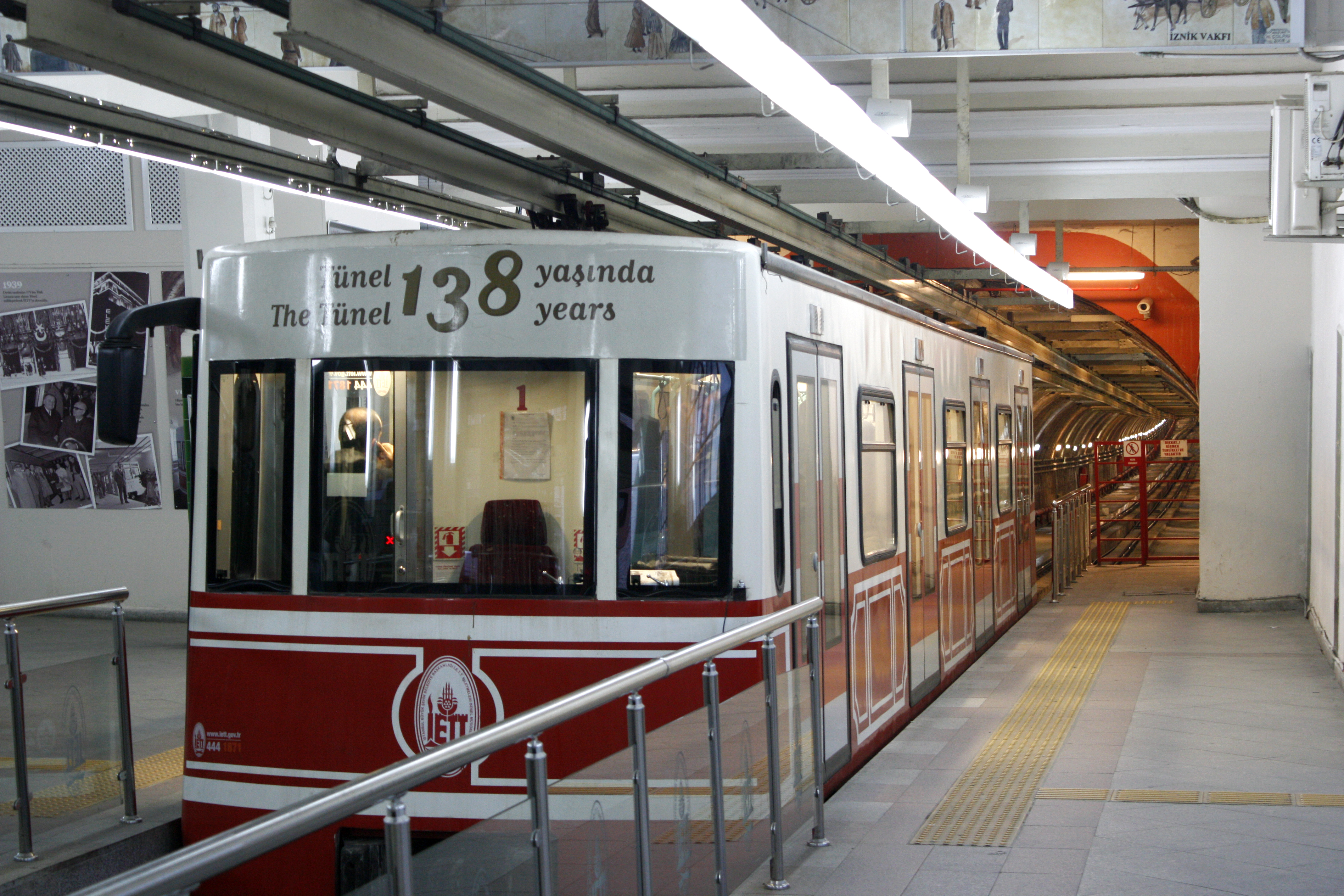
Поезд на станции Бейоглу
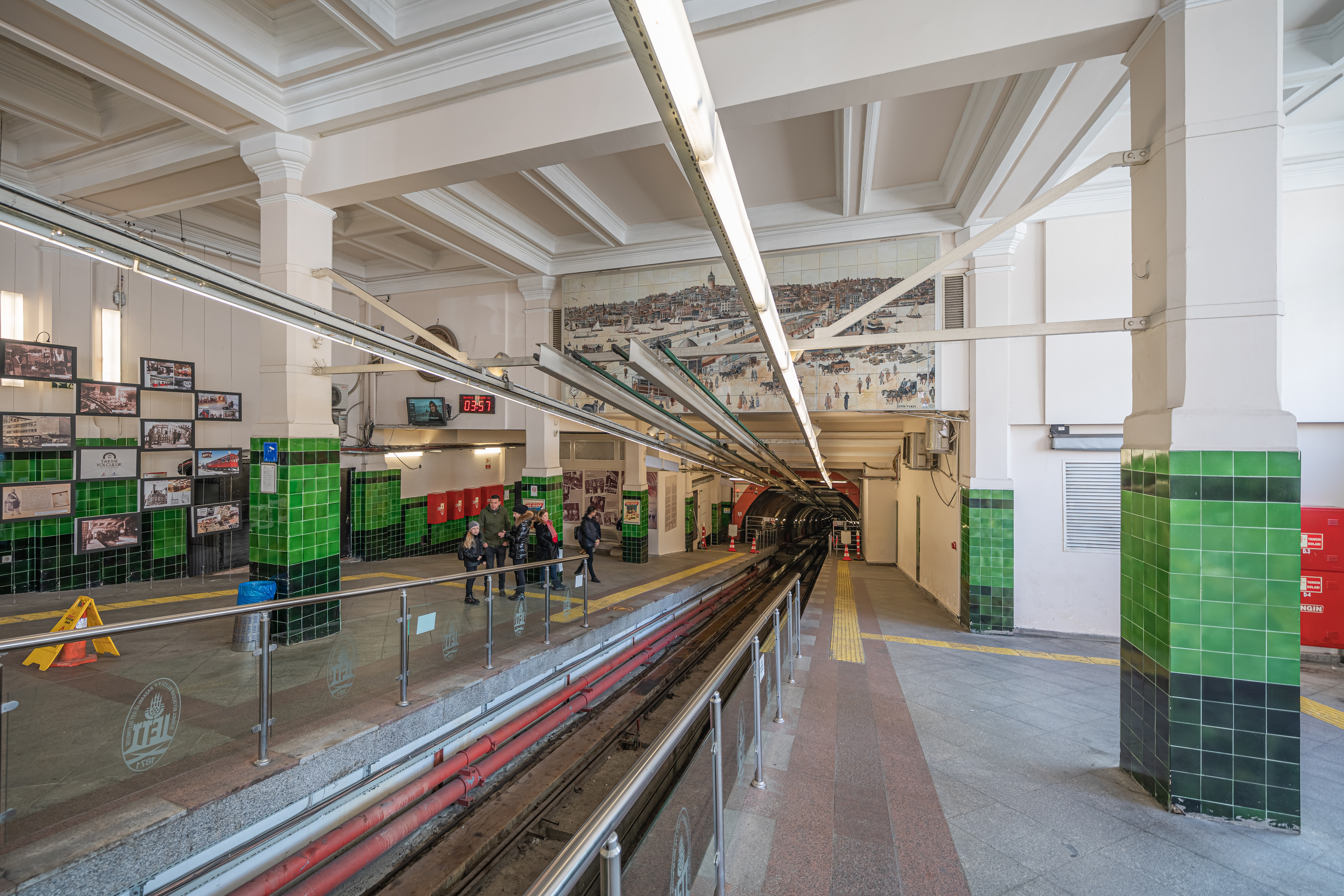
Станция Бейоглу